# Webster E. Brown

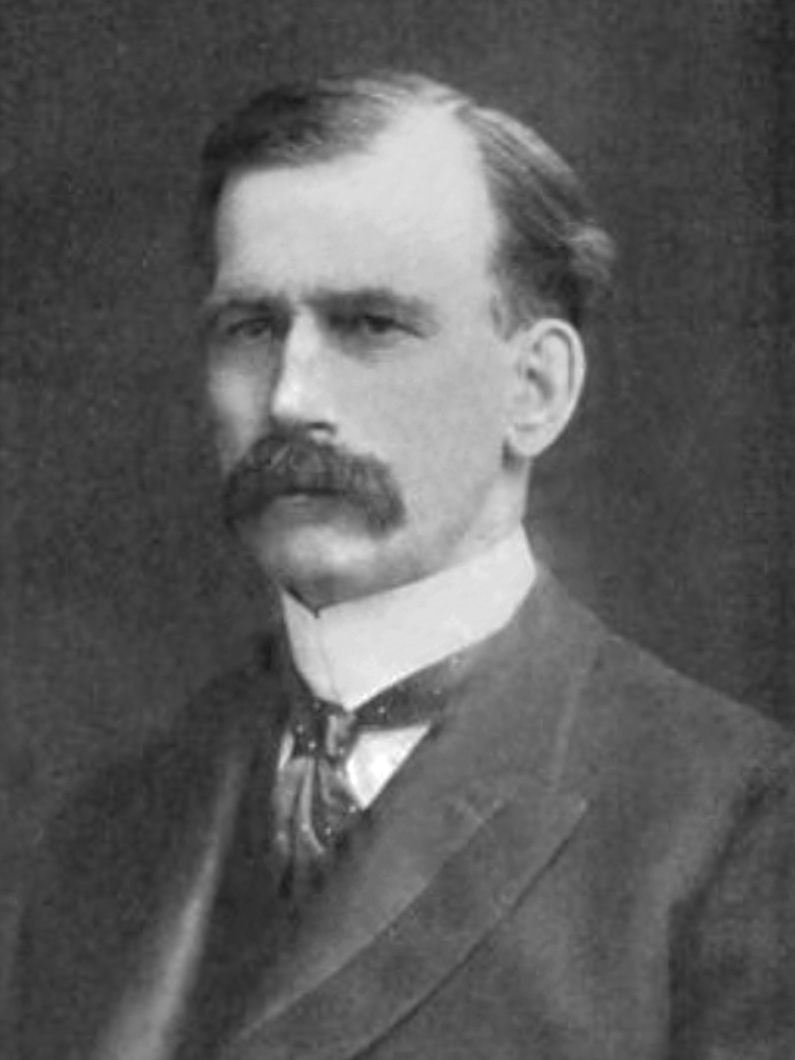
Webster E. Brown

Webster Everett Brown (* 16. Juli 1851 bei Peterboro,  Madison County, New York; † 14. Dezember 1929 in Chicago, Illinois) war ein US-amerikanischer Politiker. Von 1901 bis 1907 vertrat er den Bundesstaat Wisconsin im US-Repräsentantenhaus.

## Werdegang
Im Jahr 1857 kam Webster Brown mit seinen Eltern nach Wisconsin. Dort lebte die Familie zunächst in Newport, dann in Hull und schließlich in Stockton. Brown besuchte die öffentlichen Schulen in diesen Städten, danach die Lawrence University in Appleton und anschließend bis 1870 das Spencerian Business College in Milwaukee. Er beendete seine Ausbildung mit einem im Jahr 1874 abgeschlossenen Studium an der University of Wisconsin in Madison. Ab 1875 begann er in Stevens Point in der Holzbranche zu arbeiten. Im Jahr 1882 zog Brown nach Rhinelander, wo er ebenfalls in der Holzbranche tätig war. Außerdem beteiligte er sich an der Papierherstellung. Gleichzeitig schlug er als Mitglied der Republikanischen Partei eine politische Laufbahn ein. In den Jahren 1894 und 1895 war er Bürgermeister des Ortes Rhinelander.
Bei den Kongresswahlen des Jahres 1900 wurde Brown im neunten Wahlbezirk von Wisconsin in das US-Repräsentantenhaus in Washington, D.C. gewählt, wo er am 4. März 1901 die Nachfolge von Alexander Stewart antrat. Nach zwei Wiederwahlen konnte er bis zum 3. März 1907 drei Legislaturperioden im Kongress absolvieren. Nach den Wahlen des Jahres 1902 vertrat er dort als Nachfolger von John J. Jenkins den zehnten Distrikt seines Staates. Ab 1903 war er Vorsitzender des Bergbauausschusses.
1906 verzichtete Brown auf eine erneute Kandidatur für den Kongress. In den folgenden Jahren nahm er seine früheren Tätigkeiten in Rhinelander wieder auf. Er starb am 14. Dezember 1929 in Chicago, wohin er sich aus gesundheitlichen Problemen zur ärztlichen Behandlung begeben hatte.